# Холм (Даниловский район)
Холм — деревня в Даниловском районе Ярославской области России. Входит в состав Дмитриевского сельского поселения.

## География
Находится в северо-восточной части Ярославской области на расстоянии приблизительно 24 км на юг по прямой от железнодорожного вокзала города Данилова, административного центра района недалеко от железнодорожной платформы 331 км.

## История
Деревня была отмечена еще на карте 1798 года. В 1859 году здесь (деревня Даниловского уезда Ярославской губернии) было учтено 15 дворов, в 1898 — 19.

## Население
Численность населения: 86 человек (1859 год), 0 как в 2002 году, так и в 2010.